# Амилоидоза
Амилоидозата е натрупване на анормално променени протеини в интерстициума, т.е. в междуклетъчното пространство. Тези неразтворими отлагания съществуват във формата на малки нишки, наречени фибрили (β-фибрили) и се означават като амилоид. Доказването на амилоид става чрез микроскопски анализ на тъканни проби, които са оцветени преди това с конго червено. Натрупването на амилоид се вижда под светлинен микроскоп като светло червено, а при поларизационна светлина се показва ябълково зелено двойно пречупване.
Отлагането на т. нар. „Corpora amylacea“ в простата е единствената физиологична форма на амилоидно натрупване в тялото. Амилоидозата сама по себе си не е самостоятелна болест, а патологичен процес на наслояване, който се предизвиква от различни дефекти на обмяната на веществата и съгласно засегнатия орган води до различни хронични заболявания.
Амилоид означава „подобен на скорбяла“ и води името си от често придобивания син цвят на отлаганията при добавянето на йод, което наподобява йодно-скорбялната реакция. Рудолф Вирхов използва понятието за първи път през 1854 г., когато намира нетипичен материал в черния дроб на мъртъв пациент.
Заболеваемостта от систематични (засягащи цялото тяло) амилоидози възлиза на 1 случай на 100 000 жители на година. Засегнати са предимно по-стари пациенти (около 65 години). Заболяването на целия организъм често е смъртоносно дори и при интензивно лечение (цитостатични препарати и глюкокортикоиди). В редки случаи, в зависимост от биохимичните причини, е възможно лечението на тези причини. При АА-амилоидоза средната продължителност на живот е около 24 месеца. Излекуването е възможно, ако причината на заболяването е инфекция.
|  | Тази страница частично или изцяло представлява превод на страницата Amyloidose в Уикипедия на немски. Оригиналният текст, както и този превод, са защитени от Лиценза „Криейтив Комънс – Признание – Споделяне на споделеното“, а за съдържание, създадено преди юни 2009 година – от Лиценза за свободна документация на ГНУ. Прегледайте историята на редакциите на оригиналната страница, както и на преводната страница, за да видите списъка на съавторите. ВАЖНО: Този шаблон се отнася единствено до авторските права върху съдържанието на статията. Добавянето му не отменя изискването да се посочват конкретни източници на твърденията, които да бъдат благонадеждни. |